# Physula anchisa
Physula anchisa är en fjärilsart som beskrevs av Druce 1891. Physula anchisa ingår i släktet Physula och familjen nattflyn. Inga underarter finns listade i Catalogue of Life.